# Incubo al risveglio
Incubo al risveglio (Don't Go to Sleep!) è il cinquantaquattresimo libro della serie Piccoli brividi dell'autore statunitense R. L. Stine.

## Trama
Matthew "Matt" Amsterdam, un ragazzo di dodici anni orfano di padre, non ne può più della sua vita: i suoi fratelli non la smettono di prenderlo in giro e di fargli dispetti, inoltre viene messo in secondo piano da sua madre che secondo lui si dedica solo ai suoi fratelli e lo tratta male. Infatti la sua stanza è tra le più piccole della casa e non riesce quasi a muoversi con tutti i suoi libri e i suoi modellini. Allora chiede alla madre se può trasferirsi nella camera degli ospiti che è utilizzata solo una volta all'anno dai suoi nonni. Sua madre rimane però ferma sulle sue posizioni e gli nega il permesso. La sera nonostante ciò dorme di nascosto nella stanza degli ospiti. La mattina seguente è tutta un'altra storia. Infatti si risveglia da sedicenne. Incredulo scende per fare colazione ma trova sua sorella e suo fratello che hanno rispettivamente undici e dodici anni. Gli sembra tutto uno scherzo, ma quando la madre gli dimostra la sua serietà e lo porta alle superiori si convince della triste realtà. Partecipa allora a malincuore ad una difficilissima giornata di scuola e viene anche mandato in presidenza. Decide che quel posto non fa per lui e così scappa da scuola, ma appena fuori urta una ragazza di dodici anni e dai capelli biondi che cade a terra e a cui scappano di mano tutti i libri. Mentre la aiuta a raccogliere i testi scolastici lei gli rivela di chiamarsi Lacie. Allora lui risponde di chiamarsi Matt e torna a casa. Ancora più infelice della sua nuova vita va a dormire triste nella stanza degli ospiti visto che la sua è occupata dai due fratelli.
La mattina dopo il risveglio sembra tornare tutto alla normalità, infatti ha di nuovo dodici anni. Quando scende giù per la colazione però scopre di avere due genitori che non sono mai stati i suoi. Niente è tornato alla normalità. Il "padre" lo accompagna allora ad una scuola media che non aveva mai visto. Appena entrato scorge con sorpresa nell'androne dei lunghi capelli biondi, i capelli di Lacie. Appena la ragazza si gira, Matt si accorge che è proprio lei. Corre così da lei e lei fa un ampio sorriso dicendogli di chiamarsi Lacie. Matt dunque le chiede subito se si ricorda di lui e in particolare dell'episodio del giorno prima. Lei fa per parlare quando si blocca e Matt seguendo il suo sguardo scopre di essere inseguito da due ragazzi robusti. Matt torna a casa di corsa e passa la giornata guardando la TV. Al momento di andare a letto scopre che la sua stanza viene usata come sgabuzzino e così si addormenta nuovamente nella stanza degli ospiti. La mattina dopo la situazione è cambiata di nuovo. Stavolta ha otto anni e fa parte di una famiglia di artisti del circo. Mentre fa le prove con il suo nuovo padre decide di scappare all'idea di dover cavalcare un leone. Si nasconde in un parcheggio ma ecco che incontra di nuovo Lacie. La ragazza gli mostra di essere inseguito dai ragazzi del giorno prima e gli consiglia di nascondersi nel tendone. Riesce così a sfuggire di nuovo e ritorna a casa, andando a dormire nella stanza degli ospiti.
La mattina dopo la situazione è ancora peggiore: è anziano. Decide di riaddormentarsi. Stavolta è un mostro verde che si ciba di metallo. Corre per la città mangiando auto, mentre la polizia lo insegue. Si accorge ad un tratto di essere affiancato da Lacie. Matt che si fida di lei la segue e lei lo conduce in una casetta di legno in un boschetto. Qui capisce però che Lacie lo ha tradito consegnandolo ai due uomini. Essi lo catturano con una rete e lo rinchiudono in una stanza con le sbarre alla finestra. Non gli resta che dormire. Al risveglio è un ragazzo di quattordici anni. Lacie seguita dai due ragazzi Bruce e Wayne, entra nella stanza. I tre gli spiegano come stanno le cose: loro fanno parte della "Polizia della Realtà" e hanno il compito di tenere sotto controllo coloro che come lui infrangono le regole della realtà, distorcendola. L'unico modo per rimediare è farlo dormire per sempre grazie ad una particolare pozione. I tre ragazzi escono dalla stanza. Matt non ci sta e si addormenta. Si risveglia da scoiattolo. Riesce così ad uscire dalla stanza e ad attraversare le sbarre. Una volta fuori si nasconde dalla Polizia della Realtà e si addormenta. Si risveglia da ragazzo di dodici anni però parecchio grassottello. Aspetta la sera e poi entra in casa sua di nascosto. Qui si addormenta nel letto di camera sua. È l'unica soluzione per far tornare le cose come stanno. Il giorno dopo infatti si risveglia nella giusta realtà nella sua vera vita. Tutto è risolto ma, una volta tornato a casa da scuola, sua madre gli mostra la sua sorpresa: ha spostato tutto dalla camera di Matt a quella degli ospiti che diventerà la sua. Matt lancia un urlo.

## Personaggi
- Matthew "Matt" Amsterdam: il protagonista della storia. Desidera ardentemente trasferirsi nella stanza degli ospiti senza sapere che vivrà un'esperienza tanto assurda quanto terribile.
- Pamela "Pam" Amsterdam: la sorella maggiore di Matt, una ragazza vanesia e scostante.
- Greg Amsterdam: il fratello maggiore di Matt, è molto simile alla sorella come carattere.
- Lacie: una giovane ragazza facente parte della "Polizia della Realtà" che è stata incaricata di seguire Matt nei suoi sogni.
- Bruce: un agente della "Polizia della Realtà" che ha avuto il compito di seguire Matt.
- Wayne: un agente della "Polizia della Realtà" che ha avuto il compito di seguire Matt.
- Ms. Amsterdam: la madre di Matt. Inizialmente non è propensa a far trasferire il figlio nella stanza degli ospiti ma in seguito ha un ripensamento.

## Trasposizione televisiva
Il romanzo ha avuto anche una trasposizione televisiva che però presenta molte differenze rispetto al libro:
- Il personaggio di Lacie è assente.
- La stanza dove Matt vorrebbe trasferirsi è quella degli ospiti nel romanzo, mentre nell'episodio televisivo è la soffitta.
- Gli scenari in cui Matt finisce sono completamente diversi da quelli del libro: prima si sveglia come un famosissimo giocatore di hockey su ghiaccio, poi come un importante chirurgo che deve operare al cervello il presidente degli Stati Uniti d'America, poi come un artificiere che deve disinnescare una pericolosa bomba e infine in procinto di sposarsi con una donna bruttissima.
- Nella trasposizione televisiva i due uomini della Polizia della Realtà sono vestiti come due Men in Black.
- Nell'episodio televisivo Matt viene convocato nel tribunale degli universi unificati per essere sottoposto ad un bizzarro processo per crimini contro la realtà. Questa scena è totalmente assente nel romanzo.

## Curiosità
- I nomi dei due agenti della Polizia della Realtà sono Bruce e Wayne. Bruce Wayne è il nome reale di Batman, personaggio della DC Comics.

## Edizioni
- R. L. Stine, Incubo al risveglio, traduzione di Cristina Scalabrini, collana Piccoli brividi, Arnoldo Mondadori Editore, 1999,  p. 141, ISBN 88-04-46500-X.